# Trebbin
Trebbin település Németországban, azon belül Brandenburgban. Lakosainak száma 9964 fő (2023. december 31.).

## Népesség
A település népességének változása:
| Lakosok száma | 8089 | 9155 | 9273 | 9728 | 9760 | 10 016 | 9964 |
|               | 1990 | 2000 | 2010 | 2020 | 2021 | 2022   | 2023 |